# Platypalpus debilis
Platypalpus debilis är en tvåvingeart som beskrevs av Friedrich Hermann Loew 1863. Platypalpus debilis ingår i släktet Platypalpus och familjen puckeldansflugor. Inga underarter finns listade i Catalogue of Life.